# 黄额啸鹟
黄额啸鹟（学名：[Pachycephala flavifrons] 错误：{{Lang}}：文本有斜体标记（帮助）），是啸鹟科啸鹟属的一种，为萨摩亚的特有种。该物种的保护状况被评为无危。
黄额啸鹟的栖息地包括种植园、亚热带或热带的湿润低地林、乡村花园和亚热带或热带的湿润山地林。